# جیمز هنری کریگ
جیمز هنری کریگ (انگلیسی: James Henry Craig؛ ۱۷۴۸ – ۱۲ ژانویه ۱۸۱۲) فرد نظامی اهل پادشاهی متحد بریتانیای کبیر و ایرلند بود. وی همچنین برندهٔ جوایزی همچون نشان حمام شده‌است.